# C/1882 R1
C/1882 R1 è stata la Grande Cometa del 1882. Non deve essere confusa con la cometa X/1882 K1, conosciuta anche come la cometa dell'eclisse essendo stata scoperta durante un'eclissi solare totale. Entrambe furono visibili a occhio nudo nel 1882.
La cometa C/1882 R1 è nota anche con le seguenti denominazioni : 1882 II, e 1882b. In seguito alla frammentazione della cometa in quattro componenti ognuno di essi ha ricevuto una propria denominazione: C/1882 R1-A, C/1882 R1-B, C/1882 R1-C e
C/1882 R1-D.
La cometa C/1882 R1 appartiene alla famiglia delle comete di Kreutz, una famiglia di comete radenti. La cometa fu talmente brillante da essere visibile in pieno giorno nonostante fosse molto vicina prospetticamente al Sole. Fu la prima cometa di cui si osservò l'anticoda.

## Storia osservativa

### Scoperta
La cometa è comparsa inaspettata nei cieli mattutini del settembre 1882 ed essendo già visibile a occhio nudo fu scoperta indipendentemente da molti osservatori situati nell'emisfero australe, tra i quali anche un gruppo di marinai italiani. Il primo astronomo a osservare la cometa fu William Henry Finlay, dell'Osservatorio di Città del Capo, in Sudafrica. La prima osservazione di Finlay, effettuata alle 16 H GMT del 7 settembre fu una scoperta indipendente: Finlay riportò che la cometa aveva una magnitudine apparente di circa +3 e una coda lunga circa 1°. La cometa aumentò rapidamente di luminosità e con il passare dei giorni divenne un oggetto molto luminoso.

### Osservazione del transito al perielio
Quando la cometa è stata scoperta si stava avvicinando velocemente al perielio. Si è calcolato che al perielio la cometa sia passata a soli 450.000 km dalla superficie del Sole. Per varie ore prima e dopo il momento del suo passaggio al perielio la cometa fu facilmente visibile in pieno giorno vicina al Sole: si stima che raggiunse una magnitudine di -17. Subito dopo avere raggiunto il perielio, il 17 settembre, la cometa transitò davanti al Sole. A Città del Capo Finlay osservò la cometa attraverso un filtro neutro fino al momento del transito; il limbo solare gli apparve come una superficie di acqua in ebollizione. Finlay riporta che la cometa scomparve alla sua vista quasi improvvisamente e non poté scorgere nessuna traccia di essa sullo sfondo della superficie solare.

L'astronomo David Gill dell'Osservatorio di Città del Capo, riportò di avere osservato il 18 settembre sorgere la cometa dall'orizzonte pochi minuti prima del Sole e la descrisse in questo modo: 

### Osservazioni post-perielio
Dopo il passaggio al perielio la cometa rimase uno oggetto notevole nel cielo anche grazie al fatto che si allontanava dalla luminosità del Sole, nonostante la luminosità propria fosse diminuita a causa del suo allontanamento dal Sole. Il 30 settembre alcuni osservatori, tra i quali Finlay, Edward Emerson Barnard e Annibale Riccò, si accorsero che il nucleo della cometa si era allungato e frammentato in due parti luminose, e dal 5 ottobre si vide che il nucleo si era spezzato in tre frammenti, dal 17 ottobre in cinque frammenti.
Gli osservatori riportarono che la luminosità dei vari frammenti variava di giorno in giorno. A metà ottobre la cometa sviluppò una notevole anti-coda in direzione del Sole. Le anticode nelle comete sono relativamente comuni e sono dovute alla geometria apparente dell'orbita della cometa vista dalla Terra, per questo effetto il materiale, principalmente polvere, emesso dalla cometa lungo il suo piano orbitale è visto dalla Terra di taglio riflettendo così al massimo la luce solare e divenendo in questo modo visibile. Il nucleo della cometa raggiunse la sua massima apparente dimensione nel dicembre 1882. La cometa si indebolì progressivamente ma nonostante la frammentazione del suo nucleo rimase visibile ad occhio nudo fino al febbraio 1883. L'ultimo avvistamento della cometa fu effettuato da Benjamin Apthorp Gould da Córdoba (Argentina) il 1º giugno 1883.

## Studi orbitali
Lo studio dell'orbita della cometa ha mostrato che la grande cometa del 1882 stava seguendo praticamente la stessa orbita delle precedenti grandi comete del 1843 e del 1880. L'astronomo tedesco Heinrich Kreutz studiò le orbite di queste tre grandi comete e ipotizzò che fossero frammenti di una cometa molto più grande spezzatasi durante un precedente passaggio al perielio; la stessa frammentazione della grande cometa del 1882 dimostrava che questa frammentazione era possibile. Oggi si ritiene che la grande cometa del 1882 sia un frammento della grande cometa del 1106, e che le comete C/1945 X1 (du Toit) del 1945 e C/1965 S1 (Ikeya-Seki) del 1965 siano altri due dei frammenti che si staccarono in tale occasione. È stato accertato successivamente che le grandi comete C/1843 D1, C/1880 C1, C/1882 R1, C/1887 B1, C/1963 R1, C/1965 S1 e C/1970 K1 sono tutte membri di una famiglia di comete conosciuta come famiglia delle comete Kreutz e che derivano tutte da una stessa cometa frantumatasi a più riprese durante le passate orbite. I modelli correnti non sostengono l'ipotesi frequentemente presentata in passato secondo la quale la famosa cometa del 372 a.C. sarebbe la cometa dalla cui frammentazione si sono originati tutti i membri della famiglia delle comete di Kreutz. La cometa del 372 a.C. è spesso associata con Aristotele che, con altri dal suo tempo, ha parlato di questa cometa nei suoi scritti; tuttavia Aristotele aveva solo dodici anni ai tempi dell'apparizione di questa cometa e lo storico Callistene di Olinto, che trattò anche lui di questa cometa, nacque ben dieci anni dopo il passaggio della cometa. Di conseguenza i loro scritti non dovrebbero essere presi in considerazione come una testimonianza oculare. Inoltre non c'è menzione della cometa nella letteratura cinese del tempo. Oggi si ritiene che il probabile progenitore della famiglia delle comete di Kreutz sia o la cometa del febbraio 423 o quella del febbraio 467, entrambe con periodi orbitali di circa settecento anni.
I frammenti della grande cometa del 1882 ritorneranno al perielio tra varie centinaia di anni, sparsi lungo un periodo di due o tre secoli.